# Arnold Mettler (Unternehmer, 1867)
Arnold Mettler (* 31. Dezember 1867 in St. Gallen; † 26. Mai 1945 ebenda) war ein Schweizer Unternehmer.

## Leben und Wirken
Mettler war Sohn von Anna Hedwig Lämmlin und von Johannes Mettler, der Textilunternehmer in St. Gallen war. 1892 trat er ins Familienunternehmen ein, das ab 1897 Mettler & Co. hiess. 1897 wurde er Juniorpartner des Unternehmens, und 1912 Seniorpartner. 1931 zog sich Mettler aus dem Geschäftsleben zurück. Er förderte die Stickereiindustrie und trug bedeutend zum Firmenwachstum bei.
Von 1927 bis 1934 war Mettler für die Freisinnig-Demokratische Partei im St. Galler Kantonsrat und trat während seiner Amtszeit zurück. Er sympathisierte offen mit dem Nationalsozialismus und unterzeichnete die Eingabe der Zweihundert mit. 1938 wurde er wegen "politischer Verwirrung" als Verwaltungsratspräsident der Mettler & Co. AG abgesetzt. Mettler war zudem Kunstsammler.
1940 veröffentlichte er eine Chronik der Familie Mettler und Brunner aus dem Toggenburg.
Im Archiv für Zeitgeschichte finden sich Dokumente über ihn.